# 영성로 (인천)
영성로(Yeongseong-ro)는 인천광역시 부평구 삼산동에 있는 인천광역시도로, 총 연장은 1.071 km이다. 해당 도로명은 이 지역을 영성미라고 부르던 옛 지명에서 유래되었다.

## 역사
- 2009년 10월 19일 : 도로명으로 영성로를 고시

## 주요 경유지
- 부평구
  - 삼산1동

## 접촉하는 도로
- 대보로 (기점)
- 영성서로
- 영성중로
- 영성동로
- 두레로 (교차)
- 교차 불가 도로 : 수도권제1순환고속도로

## 주변 건물 및 시설
- 진흥빌라 (영성로 2/삼산동 76-22)
- 부일중학교 (영성로 3/삼산동 388-5)
- 명성빌라 (영성로 8/삼산동 76-8)
- 금성빌라 (영성로 10-5/삼산동 76-7)
- 인천삼산경찰서 삼산치안센터 (영성로 10-16/삼산동 77-13)
- 삼산리드빌 (영성로 22/삼산동 80-6)
- 해오름팰리스 (영성로 28/삼삼동 86-1)
- 삼산주공미래타운아파트 (영성로 41/삼산동 389-11)
- 미래빌딩 (영성로 44/삼산동 88-13)
- 조광빌라 (영성로 54/삼산동 118-11)
- 무지개빌라 (영성로 62-1/삼산동 118-14)
- 금성하이츠빌라 (영성로 62-8/삼산동 100-19)
- 청호빌딩 (영성로 84/삼산동 507-1)